# Befestigtes Gebiet Hela

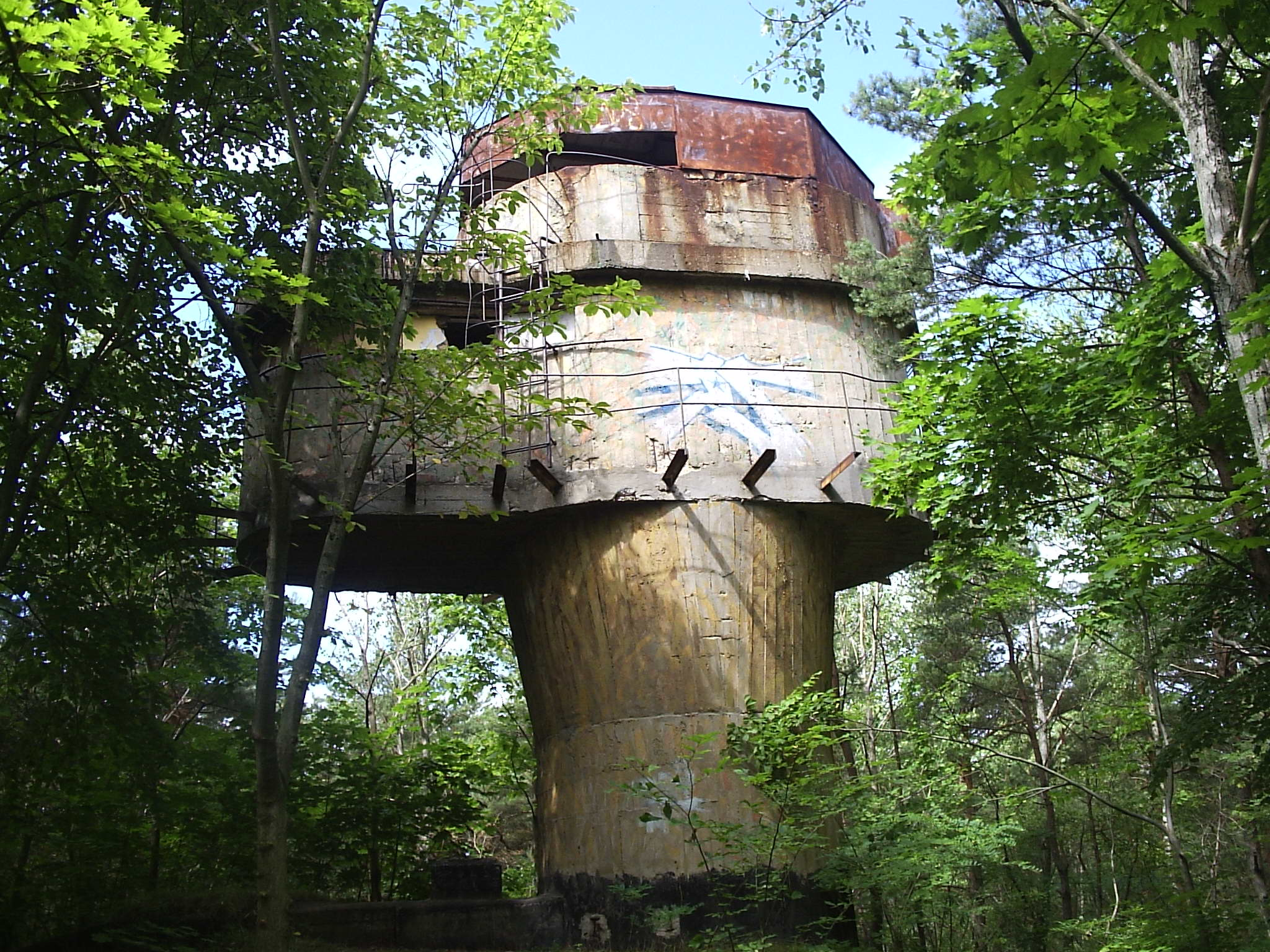
Beobachtungsbunker auf der Putziger Nehrung

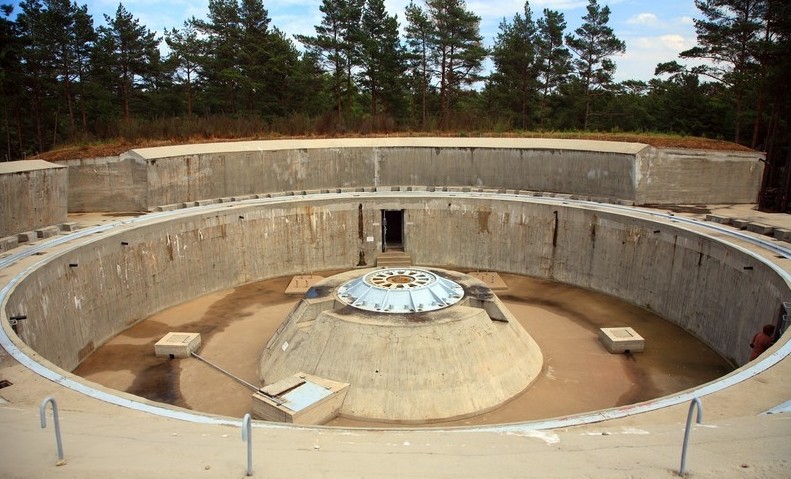
Batterie B2 Schleswig-Holstein

Das befestigte Gebiet Hela (polnisch: Rejon Umocniony Hel) war eine polnische Befestigungszone, die auf der Putziger Nehrung (auch als Halbinsel Hela bezeichnet) im nördlichen Westpreußen lag. Dies Gebiet wurde 1918 vom deutschen Reich abgetrennt und ein Teil des neuerrichteten polnischen Staates. Das befestigte Gebiet Hela lag in unmittelbarer Nähe der Grenze zum Deutschen Reich in der polnischen Zwischenkriegszeit (1918 bis 1939). Es wurde 1936 auf Erlass von Präsident Ignacy Mościcki errichtet. Es war mit der Feldbahn Hel ausgerüstet und deckte den größten Teil der Halbinsel ab und war während des Überfalls auf Polen einer der letzten Orte, an dem sich Polen der einmarschierenden Wehrmacht ergaben. Während des Zweiten Weltkriegs diente der Marinestützpunkt Hela als Hauptübungsplatz für U-Boot-Besatzungen. Am Kriegsende lief über die Häfen der Halbinsel die Massenevakuierung der deutschen Bevölkerung Westpreußens, Ostpreußens und Danzigs im Rahmen der Verwundeten- und Flüchtlingstransporte über die Ostsee 1945 bis in den Mai 1945. Die Halbinsel Hela zählte zu den Gebieten an der Ostseeküste, neben Teilen des Weichseldeltas, die bis zur Kapitulation am 9. Mai 1945 von deutschen Truppen gehalten wurden.